# Freeborn G. Jewett
Freeborn Garrettson Jewett (Sharon, 4 de agosto de 1791 – Skaneateles, 27 de enero de 1858) fue un jurista y político estadounidense. Ocupó el cargo de representante por Nueva York en la Casa de Representantes y fue el primer Chief Judge de la Corte de Apelaciones de su Estado.
Se desplazó de su Connecticut natal a Skaneateles en 1815, y allí fue nombrado juez de paz en 1817. Estudió derecho y fue admitido at the bar en 1818, comenzando su práctica en Skaneateles. De 1824 a 1831 ejerció como surrogate en el condado de Onondaga. Fue miembro por ese condado en la Asamblea del Estado de Nueva York en la 49 legislatura (1826) y elector presidencial en 1828.
Fue elegido al 22 Congreso como jacksoniano, ocupando el cargo del 4 de marzo de 1831 al 3 de marzo de 1833. 
Fue inspector de la prisión Auburn en 1838 y 1839, y fiscal del distrito de Onondaga en 1839. Fue nombrado como juez asociado a la Corte Suprema de Justicia de Nueva York el 5 de marzo de 1845. 
El 7 de junio de 1847, Jewett fue elegido como uno de los primeros jueces de la Corte de Apelación del Estado de Nueva York. El 22 de junio cumplió el periodo corto de dos años y medio, y cuando los jueces ocuparon su cargo, el 5 de julio, se convirtió en el primer Chief Judge. Fue reelegido en 1849 para un periodo de ocho años, pero dimitió en junio de 1853 por razones de salud. 
Fue enterrado en el Lake View Cemetery de Skaneateles.